# Ken Carpenter
Pour les articles homonymes, voir Kenneth Carpenter et Carpenter.
William Kenneth « Ken » Carpenter (né le 19 avril 1913 à Compton- mort le 15 mars 1984 à Buena Park) est un athlète américain. Aux Jeux olympiques d'été de 1936 à Berlin, il remporte le lancer du disque avec un jet à 50,48 m. De 1936 à 1940, il a été le détenteur du record américain du lancer du disque et il a gagné le titre NCAA avec un lancer à 157 pieds.

## Palmarès

### Jeux olympiques
- Jeux olympiques 1936 à Berlin (Allemagne)
  -  Médaille d’or au lancer du disque